# Alexandra Maria Lara
Alexandra Maria Lara, właśc. Alexandra Maria Plătăreanu (ur. 12 listopada 1978 w Bukareszcie) – niemiecka aktorka pochodzenia rumuńskiego, występująca w filmach i produkcjach telewizyjnych.

## Życiorys
W 1983 wraz z rodziną emigrowała do Republiki Federalnej Niemiec. Ukończyła w 1997 szkołę średnią Französisches Gymnasium Berlin. Kształciła się następnie w berlińskiej szkole aktorskiej Schauspielschule Charlottenburg, którą założył jej ojciec Valentin Plătăreanu. Została absolwentką tej uczelni w 2000.
Od połowy lat 90. grywała głównie w serialach i filmach telewizyjnych, w 2001 zebrała dobre recenzje za występ w jednej z głównych ról w nagradzanej produkcji Der Tunnel. W 2004 wcieliła się w postać Traudl Junge, sekretarki Adolfa Hitlera, w nominowanym do Oscara Upadku Olivera Hirschbiegela. Trzy lata później otrzymała główną rolę kobiecą w Młodości stulatka w reżyserii Francisa Forda Coppoli. Zagrała także m.in. w filmach Baader-Meinhof (2008) i Lektor (2008).
Zasiadała w jury konkursu głównego na 61. MFF w Cannes (2008).
W 2009 jej mężem został brytyjski aktor Sam Riley.

## Filmografia
- 1997: Sperling und der falsche Freund(inne języki) (serial TV)
- 1999: Südsee, eigene Insel
- 2000: Fisimatenten
- 2000: Vertrauen ist alles (film TV)
- 2001: Der Tunnel
- 2001: Honolulu
- 2001: Leo und Claire(inne języki)
- 2002: Liebe und Verrat (film TV)
- 2002: Doktor Żywago (miniserial)
- 2002: Nadzy
- 2002: Napoleon (miniserial)
- 2002: Schleudertrauma (film TV)
- 2002: Was nicht passt, wird passend gemacht
- 2003: Trenck (film TV)
- 2004: Cowgirl
- 2004: Upadek
- 2004: Der Wunschbaum (miniserial)
- 2005: Der Fischer und seine Frau(inne języki)
- 2005: Vom Suchen und Finden der Liebe
- 2006: Gdzie jest Fred?
- 2007: Control
- 2007: Firma – CIA (miniserial)
- 2007: I Really Hate My Job
- 2007: Młodość stulatka
- 2008: Miracle at St. Anna
- 2008: Baader-Meinhof
- 2008: Lektor
- 2009: L’affaire Farewell(inne języki)
- 2012: Imagine
- 2013: Wyścig[5]
- 2014: Francuska suita(inne języki)[5]
- 2016: Jak rozbić bank
- 2017: Geostorm
- 2019: Sprawa Colliniego
- 2021: King’s Man: Pierwsza misja